# Narcondamjaarvogel
De narcondamjaarvogel (Rhyticeros narcondami, synoniem: Aceros narcondami) is een neushoornvogel die alleen voorkomt op Narcondam, een klein vulkanisch eiland (7 km²) ten oosten van de Andamanen, een eilandenreeks in de Indische Oceaan die tot India behoort. Het is typisch een endemische vogelsoort van dat eiland.

## Kenmerken
De narcondamjaarvogel is 66 cm lang. Het mannetje en het vrouwtje verschillen in verenkleed; het mannetje heeft een roodbruine kop en nek en is verder zwart met een groene metaalglans op de rug. Het vrouwtje is dofzwart. Beide seksen hebben een lichtblauwe tot witte keelvlek en een witte staart. De grote snavel is vuilwit tot lichtbruin en roze bij de mondhoek en er zitten ribbels in de "hoorn" op de bovensnavel.

## Verspreiding en leefgebied
De vogel komt voor in half open, gemengd bos waarmee het eiland grotendeels bedekt is. De vogel broedt en overnacht is ongerepte delen van het bos waar nog grote bomen staan waarin ook holtes voorkomen.

## Status
De grootte van de populatie is in 2020 geschat op 300-650 volwassen vogels. De vogel komt voor in gemengd tropisch bos op de vulkaanhellingen van het eiland tot op een hoogte van 700 m boven de zeespiegel.
Het ecosysteem op het eiland staat enigszins onder druk. Er worden bomen gekapt om als brandstof te gebruiken en er zijn verwilderde katten en geiten. De geiten frustreren de verjonging van het bos. Acties om de geiten uit te roeien hebben succes gehad, de meeste van de 400 ooit aanwezige geiten zijn verwijderd. Op de Rode lijst van de IUCN heeft deze soort de status kwetsbaar.

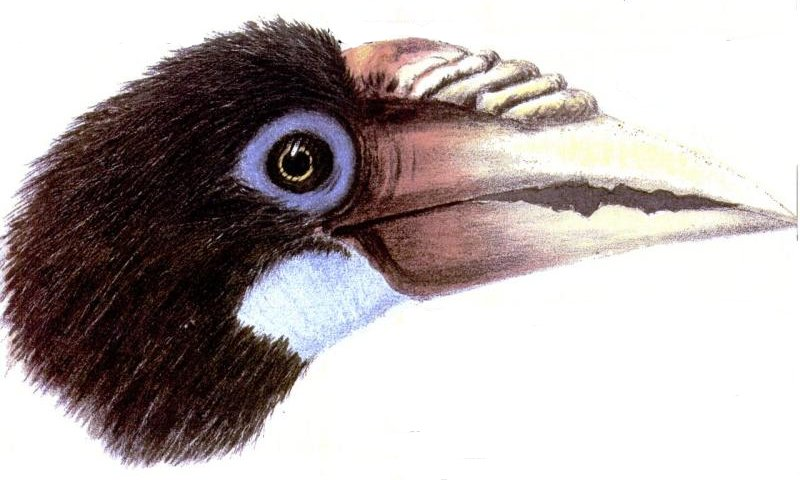
Vrouwtje
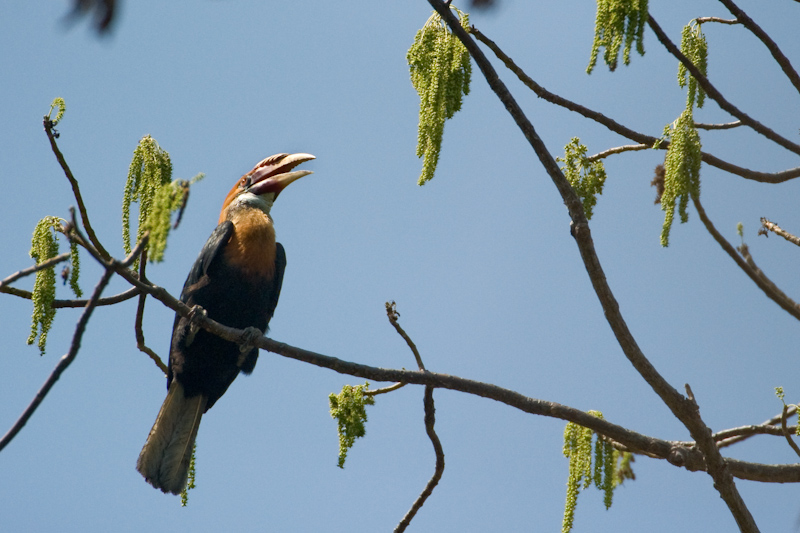
gefotografeerd op het eiland